# Can Humet (Caldes d'Estrac)
Can Humet és un edifici de Caldes d'Estrac (Maresme).

## Descripció
Xalet unifamiliar d'estil noucentista de planta baixa i dues plantes. Les parets són emblanquinades. Es tracta d'una casa aïllada envoltada de jardí. El mur d'entrada i en general la decoració de tot l'edifici està basat en els arcs de mig punt. Tanca d'entrada de grans dimensions, de ferro, de color verd per fer joc amb la vegetació del jardí. El jardí està enrajolat, amb bancs i una font, de manera que sembla una petita plaça. El jardí ocupa dues terceres parts de la finca.
La façana principal està orientada en sentit sud-est, de cara a la mar. La planta baixa presenta una porta principal d'arc de mig punt, dues grans finestres laterals i un afegit lateral usat com a aparcament amb entrada també d'arc de mig punt. La primera planta destaca per les dues terrasses amb doble pèrgola de fusta. La segona planta té un grup de finestres de diferents models. Una està centrada amb marc de pedra; a un lateral hi ha una típica finestra de la casa amb arc de mig punt; i a l'altre extrem finestrons triforats. Al capdamunt de l'edificació destaca una petita torre de guaita.

## Història
Anteriorment, aquesta casa era coneguda com Can Losada, que foren qui la feren construir. Els Losada eren una família del ram del tèxtil, que es dedicaven a la fabricació de tovalloles; crearen la marca "El Oso".